# Red Sparowes
I Red Sparowes sono una post metal band statunitense nata dalla collaborazione di alcuni membri di Isis, Halifax Pier, Angel Hair, Pleasure Forever e Neurosis.  Il loro sound è caratterizzato da influenze di rock sperimentale con l'uso di un particolare tipo di slide detto "steel pedal".

## Storia
I Red Sparowes si sono formati nel 2003 come progetto secondario per i propri membri. Firmando per la Neurot Recordings, etichetta della band Neurosis, i Red Sparowes sono stati in tour con i Dillinger Escape Plan e i Made Out of Babies nel 2004 dopo aver registrato delle demo per il loro album di debutto. Il debutto fu registrato alla fine di maggio del 2004 dall'ingegnere Desmond Shea; il sound della band risentiva delle influenze del chitarrista Bryant Clifford Meyer, degli Isis di Jeff Caxide, dei Pelican, band post metal di Chicago, così come di band che spaziano dai Sonic Youth ai Cure. I membri della band Jeff Caxide e Dana Berkowitz si trasferirono alla fine del 2004, uscendo di fatto dall'organico della band.
Il primo album studio dei Red Sparowes, At the Soundless Dawn, uscì nel febbraio 2005, in corrispondenza del tour dell'altra band del chitarrista Bryant Clifford Meyer, gli Isis, per il loro album Panopticon. Poco dopo l'uscita di At the Soundless Dawn, fu pubblicato un album split da 12" in collaborazione con la band Gregor Samsa. Questo album conteneva la seconda traccia da At the Soundless Dawn, "Buildings Began to Stretch Wide Across the Sky, And the Air Filled With A Reddish Glow", oltre a una canzone registrata durante la lavorazione dell'album con il chitarrista Mike Gallagher degli Isis, inizialmente disponibile solo nella versione giapponese dell'album. 
Dopo l'uscita dell'album, la band si esibì in tour in Europa e partecipò ad una tournée negli USA con i Pelican, i Big Business e i Breather Resist.
Dopo il tour, nel 2006 la band pubblicò l'album Every Red Heart Shines Toward the Red Sun. A questo seguì un ulteriore tour in Nord America e in Europa. Negli USA si esibirono anche con Nick Cave and the Bad Seeds.
Recentemente Josh Graham ha lasciato gli altri componenti della band per seguire il progetto musicale A Storm of Light con Vinnie Signorelli, il batterista degli Unsane.
A maggio 2008, i Red Sparowes cominciarono a registrare nuovo materiale con l'ingegnere del suono Toshi Kasai, che ha già lavorato con Melvins, Big Business, Tool. Ad agosto 2008 fu pubblicato l'EP digitale Aphorisms. La versione in vinile è attesa alla fine del 2009, in tempo per un breve tour, a novembre, con i Russian Circles.
Nella primavera del 2010 esce l'album intitolato The Fear Is Excruciating, But Therein Lies The Answer.

## Formazione

### Formazione attuale
- Bryant Clifford Meyer - chitarra (Isis)
- Andy Arahood - chitarra, basso (Angel Hair)
- Greg Burns - basso (Halifax Pier)
- David Clifford - batteria (Pleasure Forever, The VSS)

### Ex componenti
- Josh Graham - chitarra (Neurosis e Battle of Mice)
- Jeff Caxide - chitarra, basso (Isis)
- David Clifford - batteria

## Discografia
Album in studio
- 2005 - At the Soundless Dawn
- 2006 - Every Red Heart Shines Toward the Red Sun
- 2010 - The Fear Is Excruciating, But Therein Lies The Answer

Demo
- 2004 - Omonimo